# Jumo sund
Jumo sund är en fjärd i Finland. Den ligger i landskapet Egentliga Finland, i den sydvästra delen av landet, 200 km väster om huvudstaden Helsingfors.
Jumo sund avgränsas av Iniö i söder, Bergholm i väster, Jumo i norr samt Kolko i öster. Den ansluter till Kolko sund i sydöst och till Bockholms fjärden genom Storströmmen mellan Näset och Bergholm.